# Bronidox
Bronidox® 1160 és un producte líquid de color clar i estable, amb una suau aroma de rosa, dissenyat per oferir estabilitat en color i olor, i s'ha convertit en un estàndard de qualitat. La seva fragància persistent de fulla verda i rosa el fa especialment útil en aplicacions de perfumeria, on s'utilitza com a dissolvent i per ampliar les notes de rosa.

## Usos principals
- Bactericida.[2]
- Fungicida, efectiu contra llevats i altres fongs.
- Conservant en immunologia per a la preservació d'anticossos i antisèrums en concentracions del 0,1% al 0,5%, evitant l'ús d'azida de sodi.
- Estabilitzador i tensioactiu en formulacions cosmètiques. S'utilitza en cosmètica des de mitjans dels anys 70 com a conservant de xampús, bany d'escuma, etc. La concentració màxima és del 0,1%.

Els conservants que s'afegeixen a aquest producte serveixen per prevenir la degradació per creixement microbiane i per evitar canvis indesitjats. Els biocides asseguren la protecció contra infeccions i proliferacions biològiques.

## Preparació
Bronidox L és un líquid gairebé transparent a base de propilenglicol i 5-brom-5-nitro-1,3-dioxà, apte per a la conservació de preparats surfactants de cosmètica que esbandides a l'aigua i no contenen amines secundàries.
Ús en cosmètica Des de mitjans dels anys 70, Bronidox® s'utilitza com a conservant en xampús, banys d'escuma i altres productes cosmètics amb una concentració màxima del 0,1%. No es recomana per a preparats destinats a treballs in vivo o cultius de teixits.

## Seguretat
Bronidox® incorpora additius antimicrobians d'alta eficiència i espectre ampli, com el triclosà, amb activitat contra bacteris gramnegatius i grampositius, així com contra llevats i fongs.
Bronidox® 1160 és un producte líquid d'olor i de color estable, és clar, amb una olor suau de rosa. Va ser desenvolupat per proporcionar un producte net, olor i color estable, i ha esdevingut l'estàndard de superioritat. El seu suau fulla verda, olor de rosa és constantment el mateix i ofereix una utilitat particular en les aplicacions de fragàncies on s'utilitza com a solvent i com a extensor de notes de roses.